# Gare d'Allaman
La gare d'Allaman est une gare ferroviaire située sur le territoire de la commune suisse homonyme, dans le canton de Vaud. Elle est située dans le centre-ville, sur la ligne de Lausanne à Genève.

## Situation ferroviaire
La gare se situe au point kilométrique 21,48 de la ligne de Lausanne à Genève, à 422 mètres d'altitude, entre les gares d'Étoy et de Rolle, en direction de Genève.
Elle dispose de deux quais dont un quai central et un quai latéral, permettant aux trains circulant sur chacune des trois voies traversant la gare de s'arrêter dans le cadre de leur desserte.

## Histoire

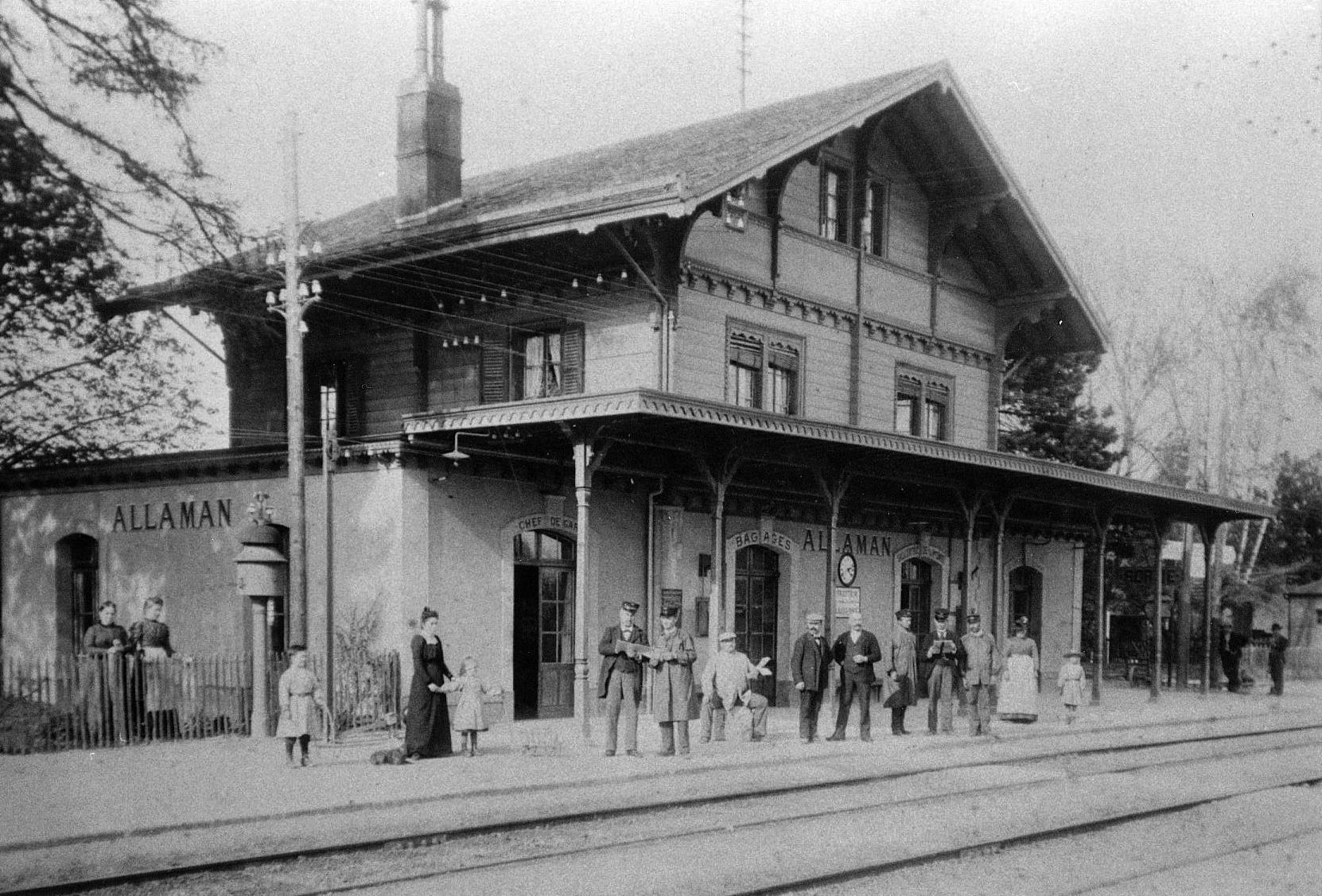
Vers 1905.

La gare d'Allaman a été inaugurée en 1858 avec la mise en service du tronçon Morges - Coppet de la ligne de Lausanne à Genève,. De plus, une ligne de tramway reliant la gare à Aubonne avait été inaugurée en 1896. Elle avait été ensuite prolongée jusqu'à Gimel avant d'être remplacée par une ligne de bus en 1952.
Afin de permettre l'arrêt des unités doubles de RABe 511 assurant à partir de décembre 2019 les nouvelles liaisons RegioExpress entre Annemasse et Vevey (prolongées une fois par heure à Saint-Maurice), les CFF ont engagé des travaux pour prolonger les quais 1 et 2 entre juin 2018 et décembre 2018. En outre, l'ancienne passerelle métallique permettant de traverser les voies a été déposée en septembre 2018, laissant place à une nouvelle passerelle mise en place les 25 mai 2019 et 26 mai 2019. Son inauguration a eu lieu en septembre 2019. 

## Service des voyageurs

### Accueil
Le bâtiment voyageurs de la gare se divise en trois étages et se situe en bordure du quai en direction de Morges. L'achat de titres de transport se fait exclusivement en gare grâce à des automates. On trouve également un parking-relais ainsi qu'un parking à vélos à proximité du bâtiment voyageurs.
La gare et ses quais sont accessibles aux personnes à mobilité réduite depuis 2004.

### Desserte

#### RegioExpress
La gare d'Allaman est desservie deux fois par heure par les trains RegioExpress reliant Annemasse à Saint-Maurice, prolongés un sur deux jusqu'à Martigny. Le week-end, les trains en direction de Martigny ont pour origine Genève-Aéroport.
- 33 Annemasse – Chêne-Bourg – Genève-Eaux-Vives – Genève-Champel – Lancy-Bachet - Lancy-Pont-Rouge / Genève-Aéroport – Genève-Cornavin – Coppet – Nyon – Gland – Rolle – Allaman – Morges – Renens – Lausanne – Vevey – Montreux – Villeneuve – Aigle – Bex – Saint-Maurice (– Martigny)

#### RER Vaud
La gare fait partie du réseau RER Vaud, assurant des liaisons rapides à fréquence élevée dans l'ensemble du canton de Vaud. Allaman est desservie par les lignes R8 et R9 qui relient toutes les deux Allaman à Payerne et jusqu'à Morat pour la R9.

### Intermodalité
Allaman est en correspondance avec plusieurs lignes de bus interurbaines CarPostal dont les lignes 720 reliant la gare d'Allaman à Gimel via Saubraz, 721 reliant la gare d'Allaman à la gare de Rolle via Féchy, 723 reliant la gare d'Allaman à Gimel via le Signal de Bougy, 727 reliant la gare d'Allaman à Lavigny et à Yens, 846 reliant la gare d'Allaman à la gare de Rolle via Perroy ainsi que la ligne 724 des MBC reliant Morges à la gare d'Allaman.